# Riley & Scott
 (signalé en mai 2025).
Si vous disposez d'ouvrages ou d'articles de référence ou si vous connaissez des sites web de qualité traitant du thème abordé ici, merci de compléter l'article en donnant les références utiles à sa vérifiabilité et en les liant à la section « Notes et références ».
- Archive Wikiwix
- Bing
- Cairn
- DuckDuckGo
- E. Universalis
- Gallica
- Google
- G. Books
- G. News
- G. Scholar
- Persée
- Qwant
- (zh) Baidu
- (ru) Yandex
- (wd) trouver des œuvres sur Wikidata

Cet article concerne l'écurie d'IRL. Pour le constructeur britannique fondé en 1890, voir Riley (automobile). Pour le producteur de châssis Daytona Prototype, voir Riley Technologies.

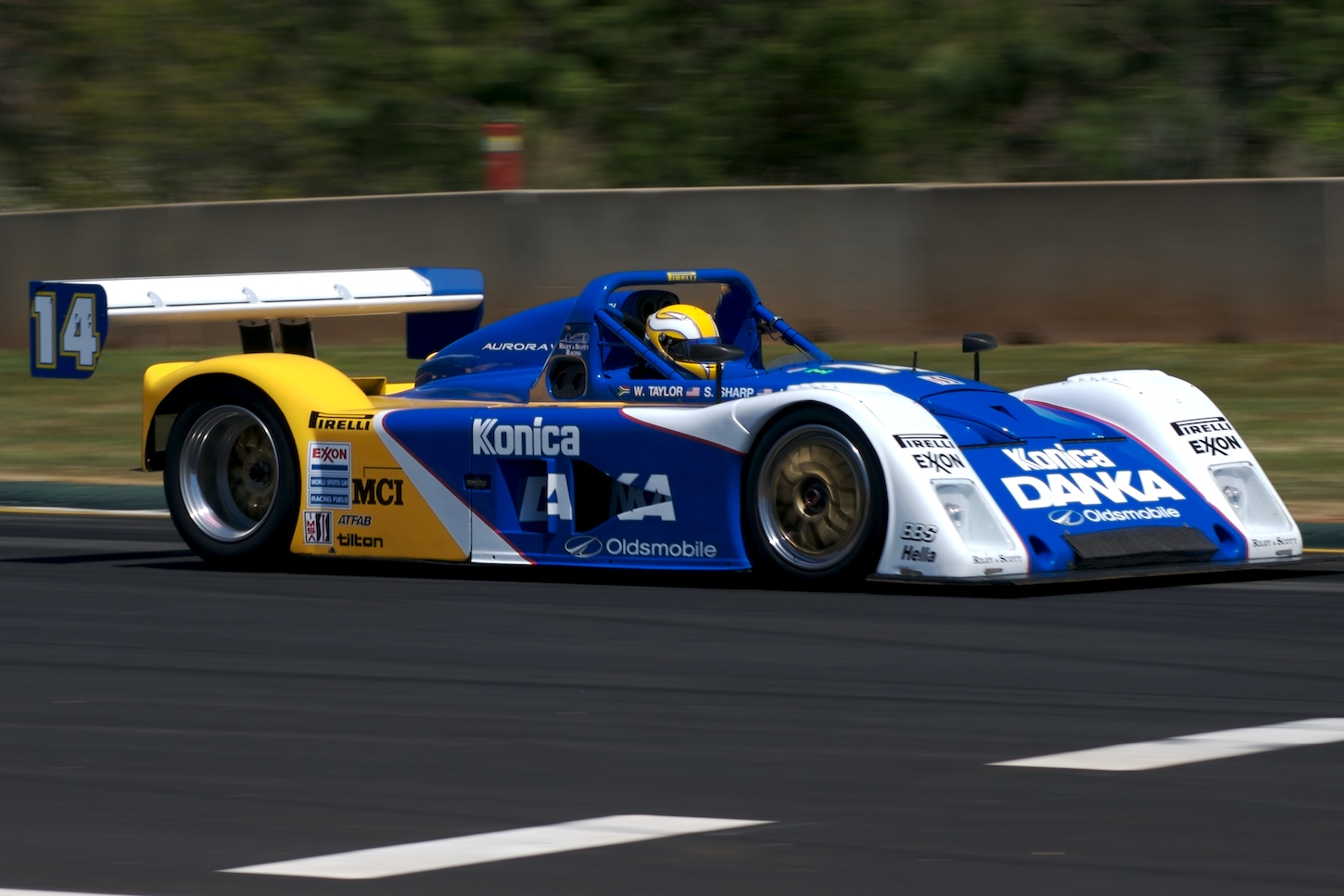
La Riley & Scott Mk III

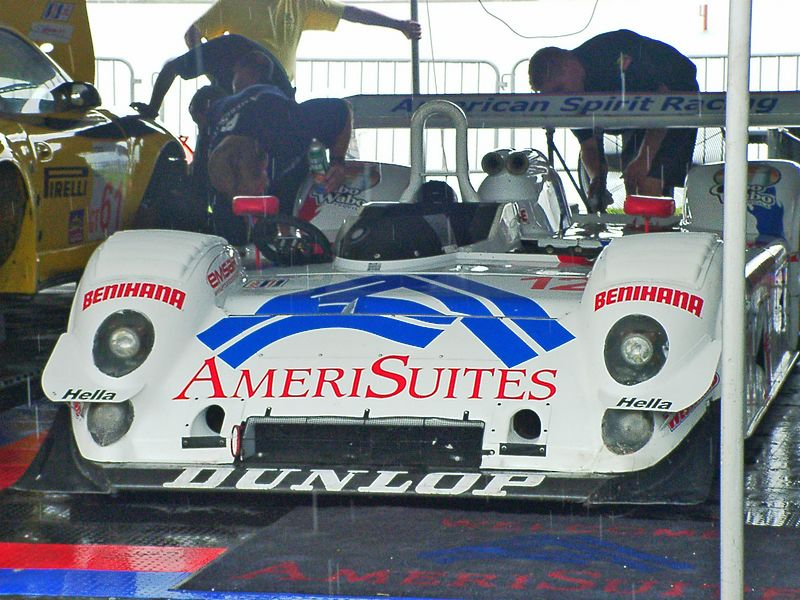
La Riley & Scott Mk III C

Riley & Scott est une écurie de course automobile américaine fondée par Bob Riley et Mark Scott en 1990. Elle a participé à l'Indy Racing League et au Grand-Am.
En 1999, l'entreprise a été rachetée par Reynard Motorsport qui disparaît en 2001. Bob Riley fait alors renaître le constructeur sous le nom de Riley Technologies.

## Palmarès
- Champion d'Indy Racing League en 2000 avec Buddy Lazier
- Vainqueur des 9 Heures de Kyalami en 1998 avec une Riley & Scott Mk III de l'écurie Solution F équipée d'un moteur Ford également préparé par Solution F.
- Champion IMSA GT en 1997 avec le Dyson Racing
- Vainqueur des 24 Heures de Daytona en 1996 avec le Doyle Racing et en 1997 et 1999 avec le Dyson Racing
- Vainqueur des 12 Heures de Sebring en 1996 avec le Doyle Racing
- Vainqueur des 1 000 kilomètres de Monza en 2000